# Giro de Lombardía 1947
El Giro de Lombardía 1947 fue la 41.ª edición del Giro de Lombardía. Esta carrera ciclista organizada por La Gazzetta dello Sport se disputó el 26 de octubre de 1947 con salida y llegada a Milán después de un recorrido de 222 km.
El italiano Fausto Coppi (Bianchi) repite victoria al imponerse claramente a sus compatriotas Gino Bartali (Legnano) y Italo de Zan (Lygie)

## Clasificación general
| Posición | Ciclista         | Equipo           | Tiempo     |
| -------- | ---------------- | ---------------- | ---------- |
| 1        | Fausto Coppi     | Bianchi          | 6h 15' 00" |
| 2        | Gino Bartali     | Legnano          | + 5' 24"   |
| 3        | Italo de Zan     | Lygie            | m. t.      |
| 4        | Sergio Pagliazzi | Ricci            | + 7' 00"   |
| 5        | Louis Thiétard   | Metropole-Dunlop | m. t.      |
| 6        | Adolfo Leoni     | Bianchi          | + 8' 45"   |
| 7        | Brik Schotte     | Alcyon-Dunlop    | m. t.      |
| 8        | Mario Ricci      | Legnano          | m. t.      |
| 9        | Egidio Marangoni | Wally            | m. t.      |
| 10       | Fermo Camellini  | Olmo             | m. t.      |